# Estación de Queluz-Belas

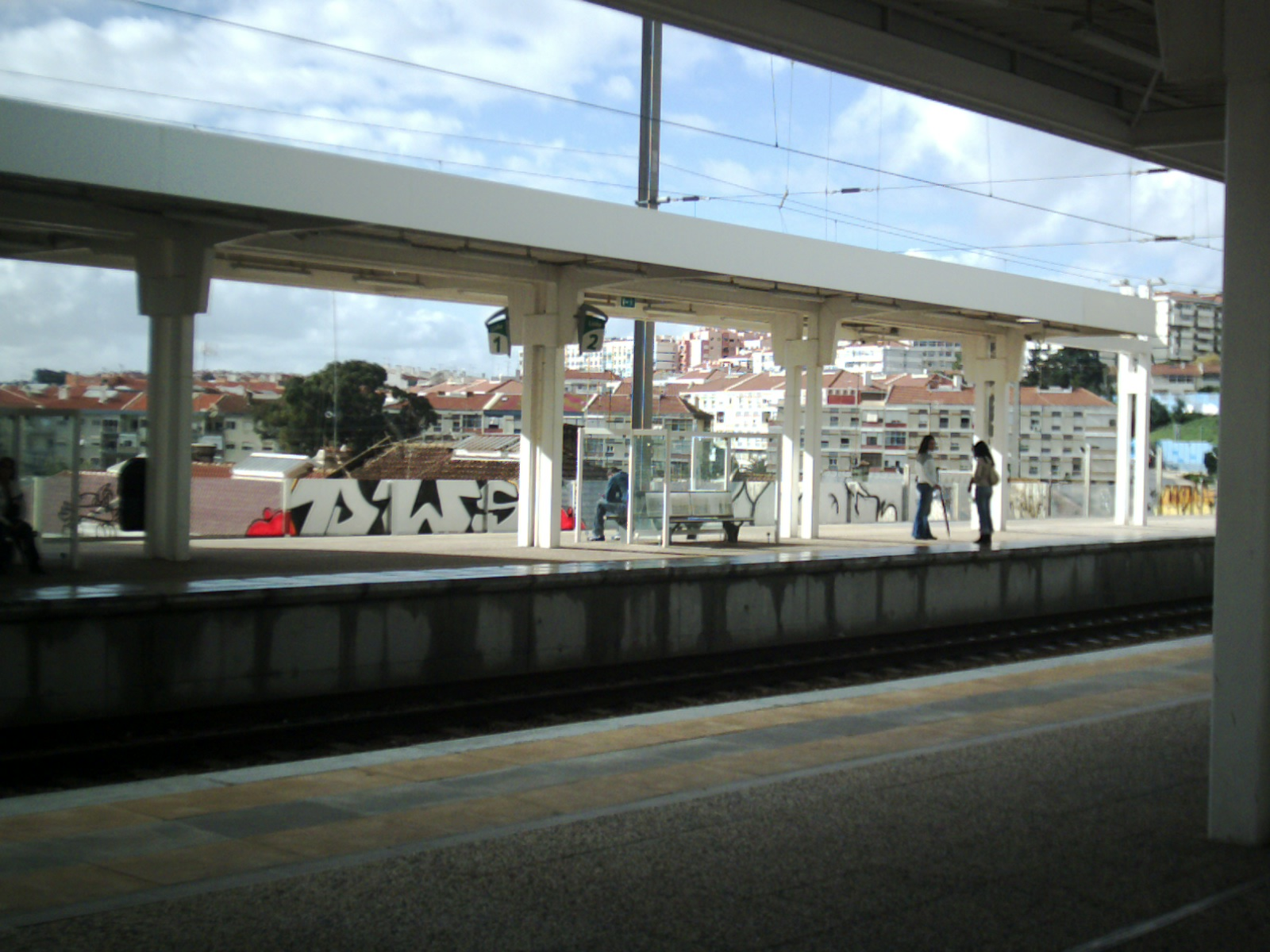
Aspecto de las plataformas; vista desde el sur.

La Estación Ferroviaria de Queluz-Belas está integrada en la Línea de Sintra, al noroeste de Lisboa, en Portugal, siendo servida por composiciones del servicio del mismo nombre de la CP Urbanos de Lisboa. Sirve esencialmente a la ciudad de Queluz y a la Villa de Belas, municipio de Sintra.
- Wikimedia Commons alberga una categoría multimedia sobre Estación de Queluz-Belas.

- Datos: Q4120788
- Multimedia: Queluz-Belas train station / Q4120788